# Warning Forever
Warning Forever est un jeu vidéo de type shoot them up amateur et gratuit. Développé par Hizoka T Ohkubo depuis 2001, la première version rendue publique (0.93) date de 2003 et la dernière version en date (1.07) a été publiée en juillet 2005.
Le jeu a pour particularité d'opposer le joueur uniquement à des boss. Le nom du jeu est d'ailleurs un clin d'œil à la plupart des shoot them up qui affichent un warning (avertissement en anglais) avant l'apparition des boss de fin de niveau.

## Système de jeu
Le jeu reprend la plupart des éléments de gameplay classique des shoot'em up. Le joueur contrôle un petit vaisseau et doit se déplacer et tirer sur les adversaires.
Dans Warning Forever, le joueur n'a qu'une seule arme disponible, une qui tire de nombreux petits projectiles, mais celle-ci est modulable. Il est en effet possible de choisir l'angle de tir (à 360°) ainsi que l'angle de dissipation des tirs.
La surface de jeu est plutôt restreinte, d'autant plus que les adversaires sont énormes (souvent trop grands pour être entièrement affichés à l'écran).
Le but du jeu est de détruire, les uns après les autres, les boss qui se présentent. Pour ce faire il faut détruire leur cœur (signalé par un point rouge). Les boss sont composés de multiples parties, certaines d'entre elles sont mobiles ou portent des armes. Chaque partie est destructible séparément et détruire une partie proche du centre détruit également les parties qui lui sont rattachées. Plus une partie est entourée d'autres pièces, plus elle est résistante.
Les boss possèdent différentes caractéristiques (armements et constitution) qui évoluent en fonction de la tactique du joueur. Par exemple, plus le joueur se focalise sur les missiles, plus les boss suivants auront ce type d'armement.
Warning Forever n'utilise pas un système de vies déterminé (bien qu'il soit possible de changer cela dans les options) mais fonctionne grâce à un chronomètre. La partie commence avec 180 secondes au compteur. Détruire un boss rajoute 30 secondes, la perte du vaisseau retire 20 secondes. La partie s'arrête lorsque le compteur arrive à 0.

## Les boss
L'armement des boss est évolutif, il existe au total six types d'armes :
- Vulcan : Tir basique, assez rapide, facile à esquiver mais arrive souvent en très grand nombre.
- Cannon : Boule d'énergie bleue plutôt lente.
- Laser : Rayon d'énergie rose, détruit tout sur sa trajectoire.
- Missile : Missile à tête chercheuse, difficile à esquiver mais destructibles.
- Smash : Tirs assez volumineux en grand nombre.
- Needle : Tir unique, long, rapide et tout à fait fatal.

Stats évolutives: en plus d'évoluer leurs armes, les adversaires changent leur comportement général :
- Core : le noyau gagne en résistance
- Front : le nombre de compartiments augmente
- Generator : les tirs deviennent de plus en plus nombreux
- Defense : la structure globale devient plus résistante et réagit aux attaques
- Rear : l'ennemi se déplace de plus en plus
- Search: les tourelles s'orienteront plus vers le joueur